# Illa d'Ellef Ringnes
L'illa d'Ellef Ringnes (en anglès Ellef Ringnes Island) és una de les integrants del grup de les Sverdrup, a les illes de la Reina Elisabet, dins l'Arxipèlag Àrtic Canadenc. Pertany al territori de Nunavut.

## Geografia
L'illa s'estén entre les illes d'Amund Ringnes a l'est, de la qual el separa l'estret de Hassel, i Borden a l'oest i té una extensió d'11.295 km², cosa que la converteix en la 69a illa més gran del món i la setzena del Canadà. A la costa oest de l'illa s'aixeca l'estació meteorològica d'Isachsen, que estigué habitada fins a la seva automatització l'any 1989. La màxima altitud és de 260 m.

## Història
L'illa fou batejada així per Otto Sverdrup en memòria del cerveser d'Oslo Ellef Ringnes, un dels patrocinadors de la seva expedició. El 1902 Noruega en va reclamar la sobirania, si bé el 1930 va renunciar-hi a favor del Canadà.

## Pol Nord Magnètic
Ellef Ringnes fou l'última massa terrestre en ser visitada per l'errant Pol nord magnètic. L'abril i el maig de 1994, Larry Newitt, de la Comissió Geològica del Canadà, i Charles Barton, de l'Organització Australiana de Recerca Geològica, van dur a terme una investigació per determinar la posició mitjana del Pol Nord magnètic d'aleshores. Van establir un observatori magnètic temporal a l'illa de Lougheed, propera al que creien la posició del pol. Van determinar que la posició mitjana del Pol Nord magnètic el 1994 se situava a la península de Noice, al sud-oest de l'illa d'Ellef Ringnes, a 78,3° N 104,0° O. El pol es va desplaçar de l'illa aquell mateix any i actualment es troba a uns 400 km al NNO.